# Championnat d'Irlande de football 1892-1893
Navigation
Édition précédente Édition suivante
Le troisième championnat d'Irlande de football se déroule en 1892-1893. Ce championnat ne regroupe plus que 6 clubs irlandais. Lancashire Fusilliers, Oldpark, Ligoniel, Belfast YMCA et Milltown se sont retirés, Derry Olympic intègre le championnat.
Linfield FC remporte de nouveau le championnat, c’est sa troisième victoire consécutive, en restant invaincu en 10 matchs.

## Les 6 clubs participants
- Cliftonville Football Club
- Derry Olympic Football Club
- Distillery FC
- Glentoran FC
- Linfield FC
- Ulster Football Club

## Classement
| Rang | Équipe                              | Pts | J  | G | N | P | Bp | Bc | Diff |
| ---- | ----------------------------------- | --- | -- | - | - | - | -- | -- | ---- |
| 1    | Linfield Football and Athletic Club | 18  | 10 | 8 | 2 | 0 | 27 | 7  | +20  |
| 2    | Cliftonville FC                     | 15  | 10 | 7 | 1 | 2 | 28 | 18 | +10  |
| 3    | Distillery FC                       | 11  | 10 | 4 | 3 | 3 | 32 | 21 | +11  |
| 4    | Glentoran FC                        | 11  | 10 | 5 | 1 | 4 | 16 | 16 | 0    |
| 5    | Ulster FC                           | 4   | 10 | 2 | 0 | 8 | 8  | 30 | -22  |
| 6    | Derry Olympic                       | 1   | 10 | 0 | 1 | 9 | 7  | 26 | -19  |

|  | Champion d'Irlande |
|  | Relégation         |

## Bilan de la saison
| Tableau d'Honneur                 |             |
| Compétition                       | Vainqueur   |
| Championnat d'Irlande de football | Linfield FC |
| Coupe d'Irlande de football       | Linfield FC |

| Promotions et relégations |               |
| Relégués                  | Derry Olympic |
| Promus                    | Ligoniel      |